# Karl Bartsch

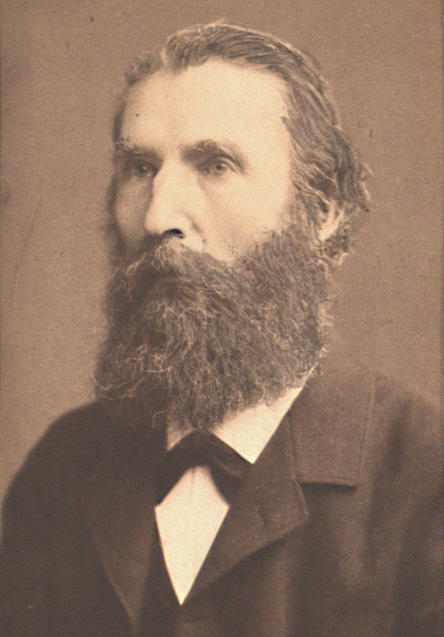
Karl Bartsch

Karl Friedrich Adolf Konrad Bartsch (* 25. Februar 1832 in Sprottau; † 19. Februar 1888 in Heidelberg) war ein deutscher germanistischer Mediävist und Altphilologe, der an der Universität Rostock das erste Germanistische Institut in Deutschland gründete.

## Leben
Karl Bartsch wurde als Sohn eines Artillerieoffiziers und der Friederike von Winterfeld geboren. In Gleiwitz, wo die Familie später lebte, besuchte er das katholische Gymnasium und wechselte danach auf das Gymnasium in Breslau, um nebenher seine dichterischen Vorlieben zu pflegen. Ab 1849 studierte er an der Hochschule zu Breslau Klassische Philologie und besuchte nebenbei germanistische Vorlesungen bei Karl Weinhold. 1851 ging er nach Berlin und hörte Vorlesungen bei Wilhelm Grimm und Heymann Steinthal. Seine Promotion (De veteris theodiscae linguae praesertim Otfridi arte metrica) schloss er im März 1853 in Halle (Saale) ab. Zunächst wollte er Schauspieler werden. Danach bemühte sich Bartsch um eine Anstellung im Staatsdienst, blieb aber erfolglos. Er nahm daher das Angebot wahr, eine Bibliotheksreise nach Paris, London und Oxford zu unternehmen, um handschriftliche Aufzeichnungen von Troubadouren zu kopieren. Nach seiner Rückkehr wurde er Gesellschafter und Hauslehrer bei Friedrich Freiherr von der Leyen-Bloemersheim (1795–1874) auf Leyenburg.
Im Herbst 1855 bekam Bartsch die Stelle des Kustos an der Bibliothek des Germanischen Nationalmuseums in Nürnberg. Doch nach Streitigkeiten mit dessen Gründer verließ er Nürnberg und zog 1858 nach Rostock, wo er am 11. Juni desselben Jahres das erste Germanistische Institut in Deutschland gründete. Dort arbeitete er bis 1871 als Professor für Germanistik und Romanistik und wurde zweimal zum Rektor gewählt. Dann wurde er als Professor für germanische und romanische Philologie an die Universität Heidelberg berufen, wo er bis zu seinem Tod lehrte.
Karl Bartsch starb kurz vor seinem 56. Geburtstag.

## Auszeichnungen
- Ritterkreuz des Königlich Schwedischen Nordsternordens (1868)
- Ritterkreuz des Hausordens der Wendischen Krone (1871)[1]
- Hofrat (1871)
- Geheimer Hofrat (1873)
- Ritterkreuz 1. Klasse des Königlich Sächsischen Albrechtsordens (1877)
- Ritterkreuz des Ordens der Italienischen Krone (1878)
- Ritterkreuz 1. Klasse des Ordens vom Zähringer Löwen (1880)
- Eichenlaub zum Ritterkreuz des Ordens vom Zähringer Löwen (1881)
- Königlich Preußischer Kronenorden 3. Klasse (1881)
- Geheimer Rat 2. Klasse (1886)[2]

## Schriften (Auswahl)
- Albrecht von Halberstadt und Ovid im Mittelalter. Quedlinburg-Leipzig 1861 (= Bibliothek der gesammten deutschen National-Literatur. Band 38); Neudruck Amsterdam 1965.
- Chrestomathie de l’ancien Français (VIIIe–XVe siècles), accompagnée d’une grammaire et d’un glossaire. Leipzig 1866.
- Altfranzösische Romanzen und Pastourellen. F. C. W. Vogel, Leipzig 1870.
- als Hrsg.: Wolfram’s von Eschenbach Parzival und Titurel. 3 Bände. Leipzig 1870–1871 (= Deutsche Classiker des Mittelalters. Band 9–11).
- Grundriss zur Geschichte der Provenzalischen Literatur. Verlag K. L. Friedrichs, Elberfeld 1873.
- Dante Allighieri's Göttliche Komödie: 1: Die Hölle 2. Das Fegefeuer 3. Das Paradies
- Deutsche Liederdichter des 12. bis 14. Jahrhunderts. 2. Auflage. Stuttgart 1879.
- als Hrsg.: Ruperto Carola. 1386–1886. Illustrirte Fest-Chronik der V. Säcular-Feier der Universität Heidelberg. Petters, Heidelberg 1886.
- Die altdeutschen Handschriften der Universitätsbibliothek in Heidelberg. Heidelberg 1887 (= Katalog der Handschriften der Universitäts-Bibliothek in Heidelberg. Die altdeutschen Handschriften. Band 1).
- Sagen, Märchen und Gebräuche aus Mecklenburg, 1879/1880
- als Hrsg.: Kudrun. 5. Auflage, überarbeitet und neu eingeleitet von Karl Stackmann. Wiesbaden 1965.
- Briefwechsel der Brüder Jacob und Wilhelm Grimm mit Karl Bartsch, Franz Pfeiffer und Gabriel Riedel, hrsg. von Günter Breuer, Jürgen Jaehrling und Ulrich Schröter. (Briefwechsel der Brüder Jacob und Wilhelm Grimm. Kritische Ausgabe in Einzelbänden. Bd. 2.) Hirzel, Stuttgart 2002. ISBN 3-7776-1141-7